# Ksar Chellala
Ksar Chellala är en ort i Algeriet.   Den ligger i provinsen Tiaret, i den norra delen av landet, 180 km söder om huvudstaden Alger. Ksar Chellala ligger 842 meter över havet och antalet invånare är 58 478.
Terrängen runt Ksar Chellala är platt norrut, men söderut är den kuperad. Runt Ksar Chellala är det ganska glesbefolkat, med 42 invånare per kvadratkilometer. Det finns inga andra samhällen i närheten. Omgivningarna runt Ksar Chellala är i huvudsak ett öppet busklandskap.